# Sudbrack
Sudbrack ist ein Stadtteil der kreisfreien Stadt Bielefeld in Nordrhein-Westfalen und gehört zum Stadtbezirk Schildesche. Der Stadtteil liegt nordwestlich der Innenstadt. Durch den Stadtteil fließt der kleine Sudbrackbach.

## Geschichte
Sudbrack wurde erstmals Mitte des 13. Jahrhunderts erwähnt, der Name bedeutet „südliches Brachland“. Das Gebiet von Sudbrack war bis 1930 Teil der zum Kreis Bielefeld gehörenden Gemeinde Schildesche Bauerschaft, die auch Altenschildesche genannt wurde. Zum 1. Oktober 1930 wurde das Sudbrackgebiet in die kreisfreie Stadt Bielefeld eingemeindet.

## Geografie
Die Stadt Bielefeld ist unterhalb der zehn Bezirke nicht weiter in administrative oder politische Einheiten gegliedert. Stadtteile sind in Bielefeld daher nur informelle Teilgebiete, deren Abgrenzung sich meist auf das Gebiet einer Altgemeinde bezieht. Zu statistischen Zwecken ist Bielefeld jedoch in 72 „statistische Bezirke“ eingeteilt. Eine Gemeinde Sudbrack hat es nie gegeben, so dass eine Abgrenzung meist nur anhand der Abgrenzung des statistischen Bezirks Sudbrack erfolgt, der heute in etwa die Grenzen des informellen Stadtteils Sudbrack definiert.
In Sudbrack liegen der 1897 gegründete Sudbrackfriedhof, auf dem noch einige Familiengrabstätten aus der Gründerzeit des Friedhofs liegen, sowie der Park am Meierteich mit der Sportanlage Sudbrack, der Abenteuerspielplatz Alte Ziegelei und daran angrenzend die Jugendverkehrsschule Apfelstraße.

## Bauwerke
Sehenswerte Gebäude sind u. a. das Volkshaus Sudbrack, die Sudbrackschule und die Erlöserkirche.
An der Apfelstraße 77 (Ecke Sudbrackstraße) befand sich das Haupthaus des Hofes Meyer zu Sudbrack. Es wurde ursprünglich 1820 auf dem Hof Falkmann zu Ehrdissen (Kirchspiel Schötmar) errichtet und nach dem Brand des alten Haupthauses Sudbrack 1868 am jetzigen Standort wiederaufgebaut. Es handelte sich um einen Vierständer-Fachwerkbau mit Krüppelwalmdach und reich beschnitztem Torständer. Das Haus wurde im November 2012 zugunsten einer Seniorenwohnanlage abgerissen, nachdem alle Bemühungen zu seiner Rettung gescheitert waren.